# Université Claude-Bernard-Lyon-I
A Université Claude-Bernard-Lyon-I, mais conhecida como Université de Lyon 1, é uma das três universidades públicas de Lyon, França. O seu nome vem do fisiologista francês Claude Bernard. A universidade é especializada em ciência e tecnologia, medicina e ciência do desporto. Foi criada em 1971 pela fusão da "faculdade de ciências de Lyon" e da "faculdade de medicina".
As principais instalações administrativas, de ensino e investigação estão localizadas em Villeurbanne, e outros campi estão localizados em Gerland, Rockefeller e Laennec, no 8º arrondissement de Lyon. Em anexo à universidade estão os Hospices Civils de Lyon, incluindo o Centre Hospitalier Lyon-Sud, que é o maior hospital universitário da região de Ródano-Alpes e o segundo maior da França.
A universidade é independente desde Janeiro de 2009. Em 2020, geriu um orçamento anual de mais de 420 milhões de euros e tinha 2857 docentes.

## Reputação
A Universidade de Lyon I foi classificada entre as 201 a 300 universidades mundiais pelo "Academic Ranking of World Universities" de 2021, o que a coloca entre as dez melhores universidades francesas no ranking.
A universidade também possue professores laureados com prêmios Nobel (química e medicina) e medalhas fields (matemática). 

## Personalidades
- Jean Bellissard, um físico matemático francês
- Victor Grignard, químico, prêmio Nobel de Química em 1912.
- Alexis Carrel, médico e biólogo, prêmio Nobel de Fisiologia ou Medicina em 1912.
- Cédric Villani, matemático, recipiente da Medalha Fields em 2010.[5]